# Marc Atili (poeta)
Marc Atili (en llatí Marcus Atilius) va ser un antic poeta còmic romà.
Volcaci Sedigit el situa com el cinquè poeta en importància del seu temps, en una obra on menciona els principals dramaturgs còmics llatins per ordre de mèrit. Ciceró diu que va traduir l'Electra de Sòfocles.
Va escriure tragèdies i comèdies però les comèdies devien ser la part millor i més nombrosa de la seva obra.